# 巧鱷龍屬
巧鱷龍（學名：Compsosuchus）是阿貝力龍科恐龍的一個屬，生活於白堊紀的印度。巧鱷龍是由休尼（Friedrich von Huene）及Matley於1933年所描述、命名的。模式種是C. solus。此屬一般都被認為是可疑名稱。

## 外部連結
- 恐龍博物館——巧鱷龍
- Compsosuchus in The Dinosaur Encyclopaedia （页面存档备份，存于） at Dino Russ's Lair